# Bornholm
Bornholm je ostrov nacházející se v jihozápadní části Baltského moře a spolu s souostrovím Ertholmene představuje nejvýchodnější část Dánska. V období mezi lety 1970 a 2006 fungoval jako samostatná samosprávná jednotka na úrovni měst Kodaně a Frederiksbergu. Od 1. ledna 2007 je začleněn do regionu Hovedstaden. Geograficky leží přibližně 150 km jihovýchodně od Kodaně, 79 km severně od polského Kołobrzegu a zhruba 40 km od jižního pobřeží Švédska. Celková rozloha ostrova činí 588 km². Hlavním městem ostrova je Rønne, které slouží také jako přístav.

## Dějiny

### Středověk
První písemné prameny o Bornholmu se objevují kolem roku 890, kdy je zaznamenán jako království. Významná událost v historii ostrova následovala, když byl Bornholm dobyt dánským králem Haraldem I.  v období mezi lety 961 a 985. Toto období značí spojení Bornholmu s dánským královstvím a formuje začátek jeho historického vývoje pod dánskou nadvládou.

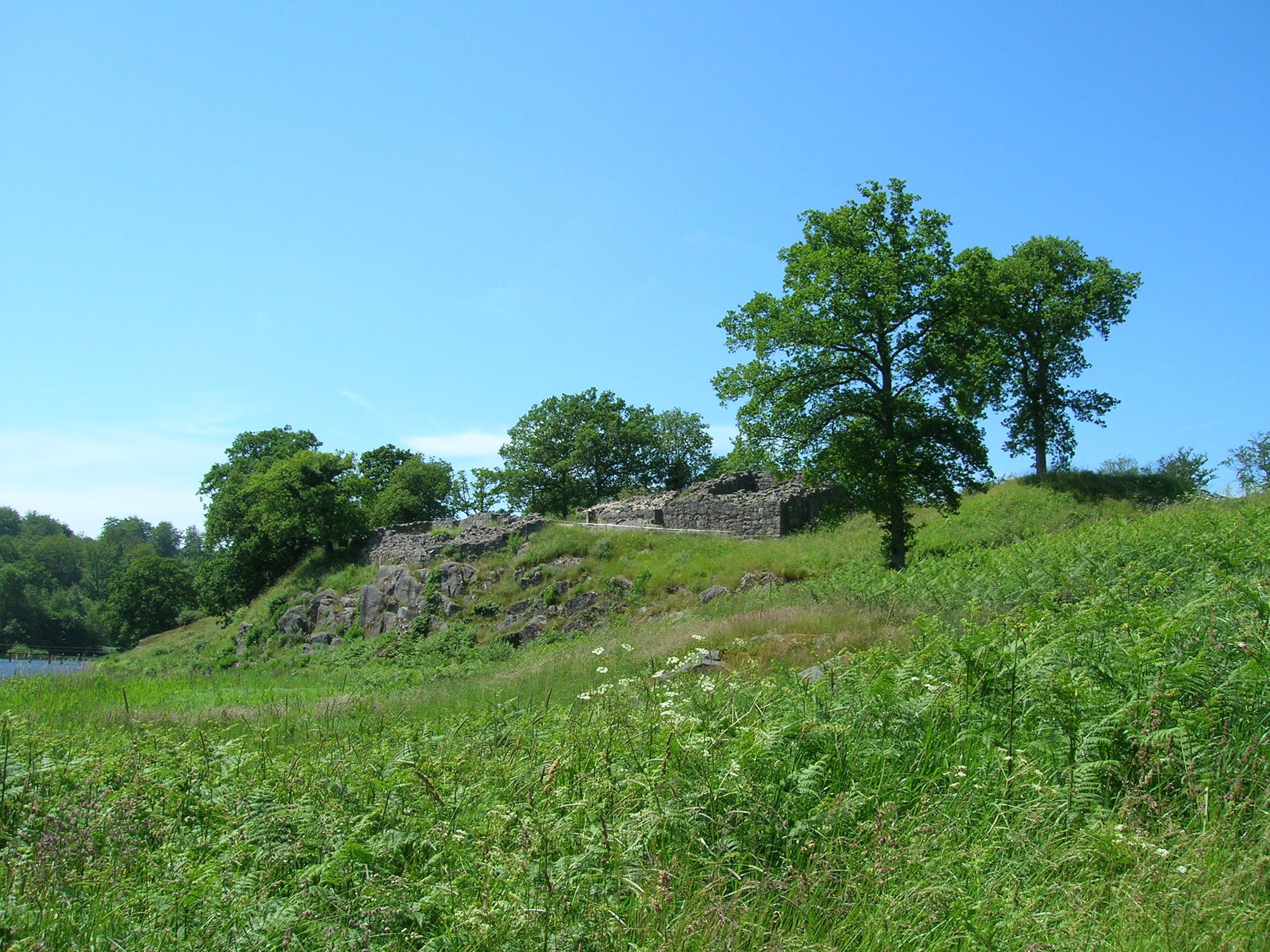
Zřícenina Lilleborg

Bornholm se následně stal součástí historických území Dánska, když se národ sjednotil pod vedením různých drobných náčelníků. Původně spadal administrativně pod provincii Scania a po kodifikaci v 13. století byl spravován skånským právem. Ovládnutí ostrova vyvolalo dlouhodobý spor mezi Lundským stolcem a dánskou korunou, vyvrcholený několika bitvami.
První pevností na ostrově byl Gamleborg, který později nahradil Lilleborg, postavený králem Svenem III. v roce 1150. V roce 1149 král souhlasil s převedením tří ze čtyř ostrovních herrederů (okresů) na arcibiskupa. V roce 1250 postavil arcibiskup svou vlastní pevnost Hammershus. V roce 1259 byla během tažení dobyta zbývající část ostrova, včetně Lilleborgu. Status ostrova zůstal předmětem sporů po dobu dalších 200 let.

### Novověk

Král Frederik III.

Od roku 1525 byl Bornholm na 50 let zastaven Lübecku. V roce 1624 byla vytvořena první milice, známá jako Bornholms Milits. Švédská vojska dobyla ostrov v roce 1645, ale v rámci následného mírového uspořádání byl vrácen Dánsku. Po válce v roce 1658 postoupilo Dánsko Bornholm Švédsku na základě roskildského míru. V té době byl ostrov obsazen švédskými vojsky, což vedlo k povstání v roce 1658. Po vzpouře ostrované darovali ostrov dánskému králi Frederiku III. s podmínkou, že již nikdy nebude postoupen. Tento status byl potvrzen Kodaňskou smlouvou v roce 1660.
V 19. století emigrovali Švédové na Bornholm za prací a lepšími podmínkami, ale většina z nich nezůstala.
Na počátku 20. století přitahoval Bornholm mnoho slavných umělců, kteří založili skupinu známou jako Bornholmská malířská škola. Kromě Olufa Høsta patřili k této skupině i Karl Isaksson ze Švédska a Dánové Edvard Weie, Olaf Rude, Niels Lergaard a Kræsten Iversen.

### Druhá světová válka

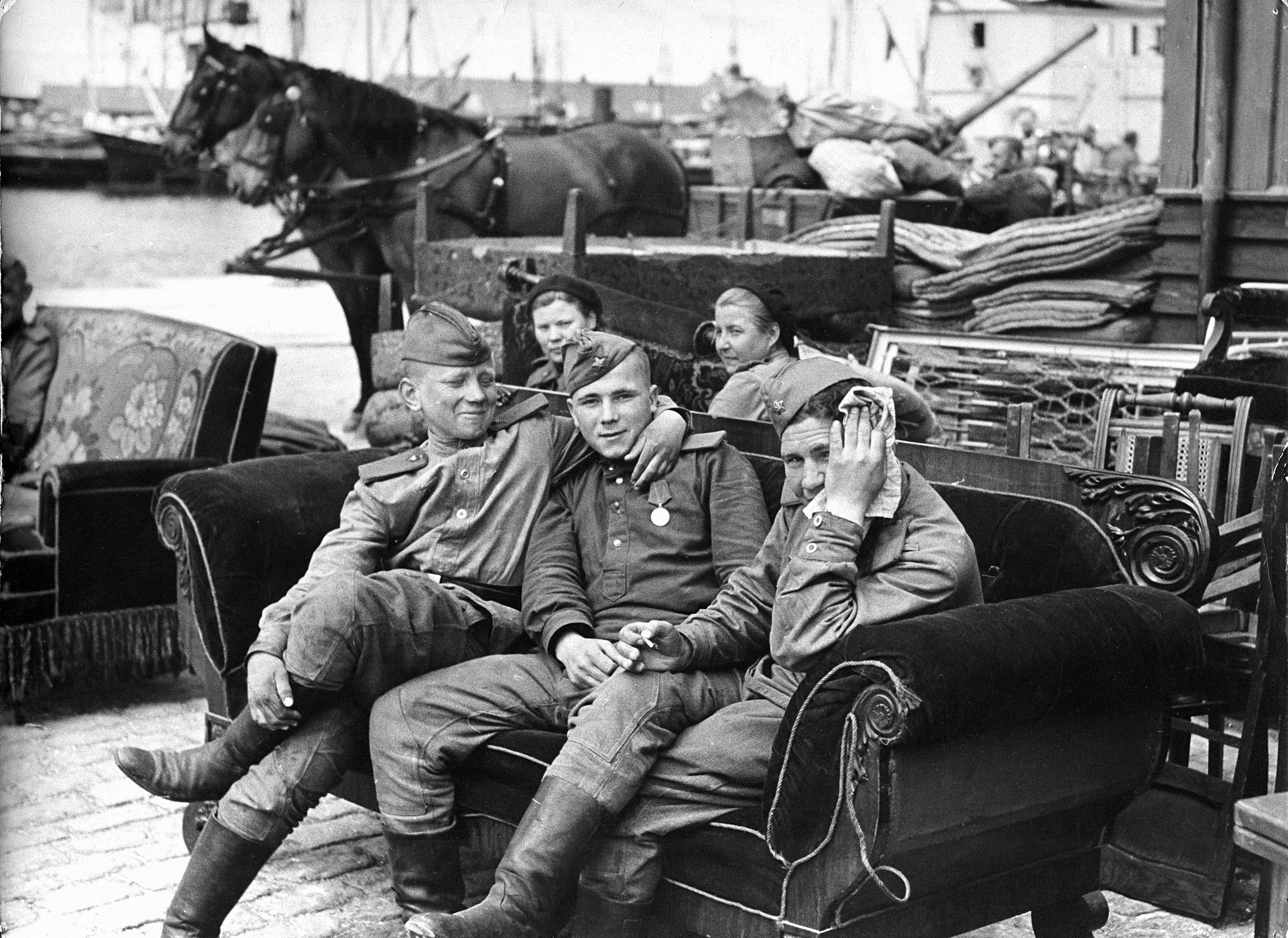
Sovětští vojáci na ostrově (1945)

Během druhé světové války se Bornholm ocitl v nebezpečném strategickém postavení, což ovlivnilo jeho osud v průběhu konfliktu. V dubnu 1940 nacistické Německo obsadilo Dánsko, včetně Bornholmu, jako součást své strategie kontroly Severního moře. Ostrov byl bezprostředně pod německou správou, a to i přesto, že Dánsko si udrželo formální neutralitu. Během prvních let německé okupace byl Bornholm víceméně klidný, ale situace se změnila v roce 1943, kdy se německé úřady rozhodly posílit obranná opatření na ostrově.
V roce 1943 byl Bornholm těžce postižen operací Albion, sovětskou invazí na estonský ostrov Saaremaa v Baltském moři. Tato akce vyvolala obavy nacistického vedení o možné spojenecké útoky na strategicky významné ostrovy, včetně Bornholmu. Německá armáda posílila vojenskou přítomnost na ostrově, což vedlo k zvýšení napětí. Nicméně, v průběhu války se Bornholm stále nacházel na okraji bojišť a vyhýbal se rozsáhlým válečným pohromám, které postihly mnohé části Evropy.
Na konci druhé světové války se Bornholm stal jedním z mála míst, která zažila krátkodobou sovětskou okupaci. Dne 7. května 1945, když byla válka v Evropě již na svém konci, tak sovětské vojenské jednotky obsadily Bornholm. Tato okupace byla součástí sovětského úsilí o kontrolu strategických oblastí v regionu a představovala zvláštní situaci, protože ostrov byl součástí Dánska, které nebylo nepřítelem Sovětského svazu. Během sovětské okupace se situace na Bornholmu vyvíjela v nejistotě, ale po několika týdnech, dne 5. dubna 1946, se sovětské jednotky stáhly z ostrova. Bornholm byl poté vrácen pod dánskou správu. Po válce se Bornholm postupně vzpamatovával z válečných následků a znovu se stal klidným a prosperujícím ostrovem.

## Geografie
V severní části je tvořen prahorní žulou. Na jihu prvohorními a druhohorními pískovci, břidlicemi a vápenci. Povrch ostrova tvoří kopcovitá morénovo-ledovcová rovina Rytterknægten 162 m). Na jihovýchodě a západě jsou podél břehů duny, ve kterých byly vysázeny jehličnaté stromy. Listnaté lesy zaujímají přibližně 17 % povrchu ostrova. Na ostrově jsou ložiska jílu a kaolínu. Těží se zde žula.

## Jazyk
Bornholmština (bornholmsk) představuje dialekt dánštiny, který si uchovává některé archaické rysy, mezi něž patří například udržení tří gramatických rodů, zatímco standardní dánština tento systém již ztratila. Pro mluvčí standardní dánštiny může být bornholmština obtížněji srozumitelná, pčičemž pro Švédy může být naopak srozumitelnější než standardní dánština. Charakteristická intonace bornholmštiny připomíná dialekty švédské provincie Skåne.

## Doprava

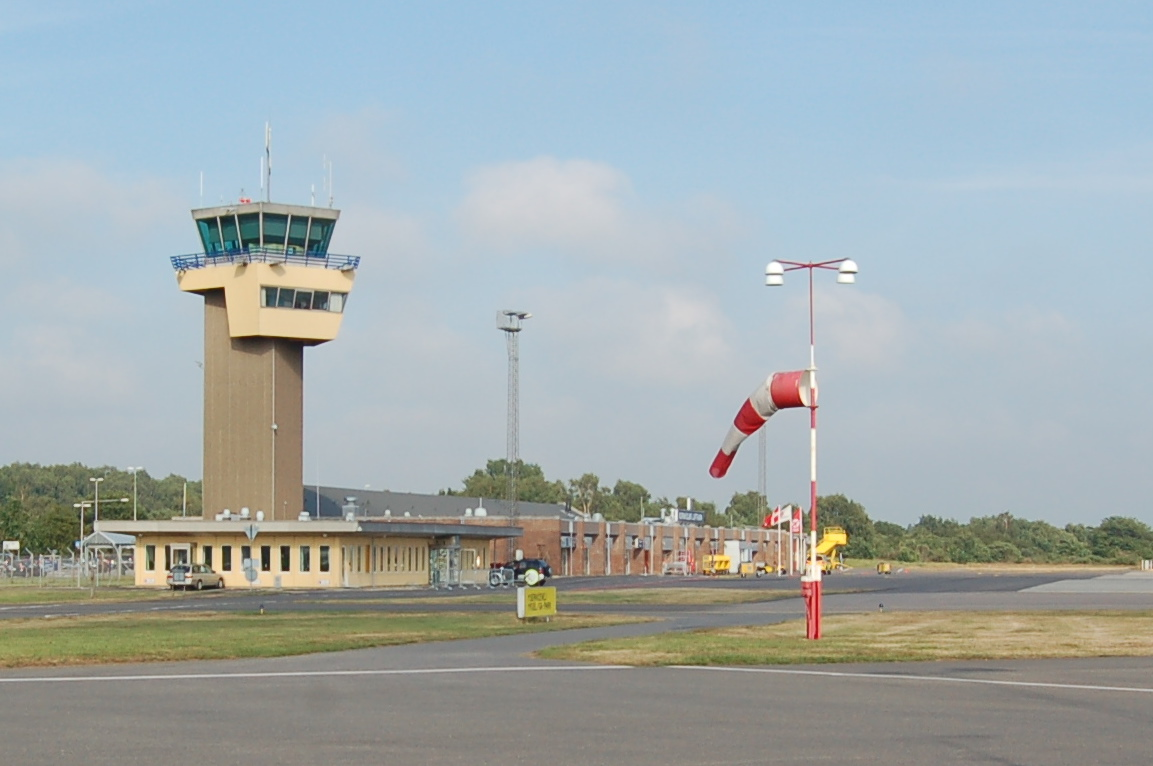
Letiště v Rønne

Na ostrov Bornholm, konkrétně do přístavu a na letiště v Rønne, existují různé dopravní možnosti. Z Kodaně je možné se dostat letecky. Alternativně je k dispozici trajektové spojení ze tří různých přístavů: Sassnitz (Německo), Ystad (Švédsko) a Køge (Dánsko), které provozuje společnost Bornholmerfaergen. Během letních měsíců funguje pravidelná trajektová linka mezi ostrovem a polským přístavním městem Kołobrzeg. Tato diverzita dopravních možností poskytuje cestovatelům flexibilitu při volbě vhodné trasy na Bornholm.

## Turistika

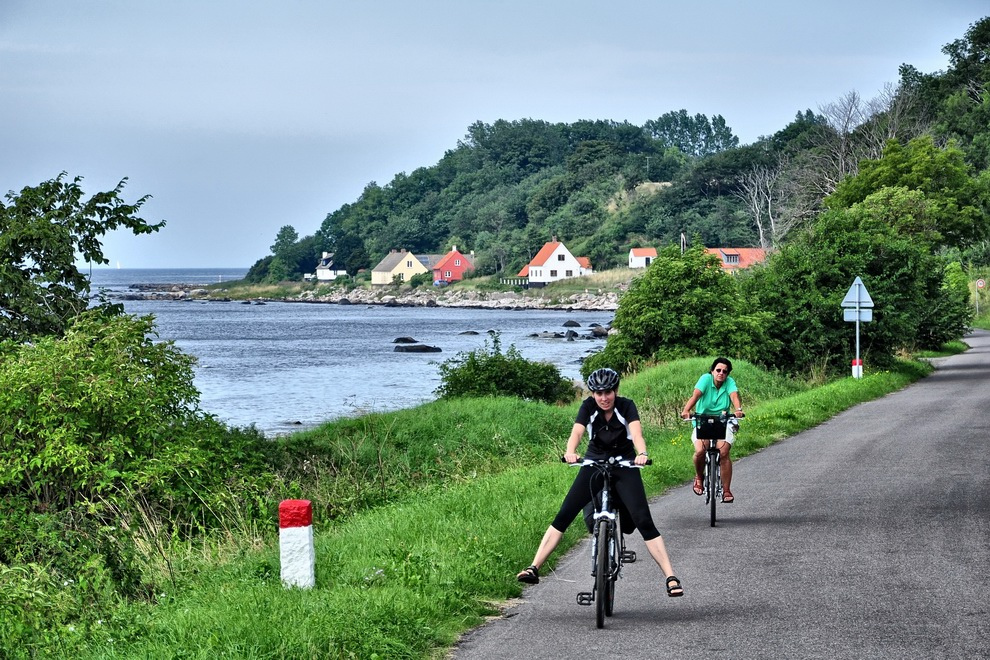
Cyklisté na Bornholmu

Ostrov je preferovaným cílem především pro cykloturisty, kteří zde nalézají optimální podmínky pro své aktivity. Dále poskytuje vhodné prostředí pro kajakáře, windsurfing a potápěče, s možností skalního lezení rozprostírajícího se kolem celého pobřeží ostrova. Tato pestrost rekreačních možností činí Bornholm atraktivní destinací pro milovníky outdoorových aktivit, což přispívá k jeho renomé jako turistické oblasti nabízející široké spektrum přírodních a dobrodružných zážitků.

## Paleontologie

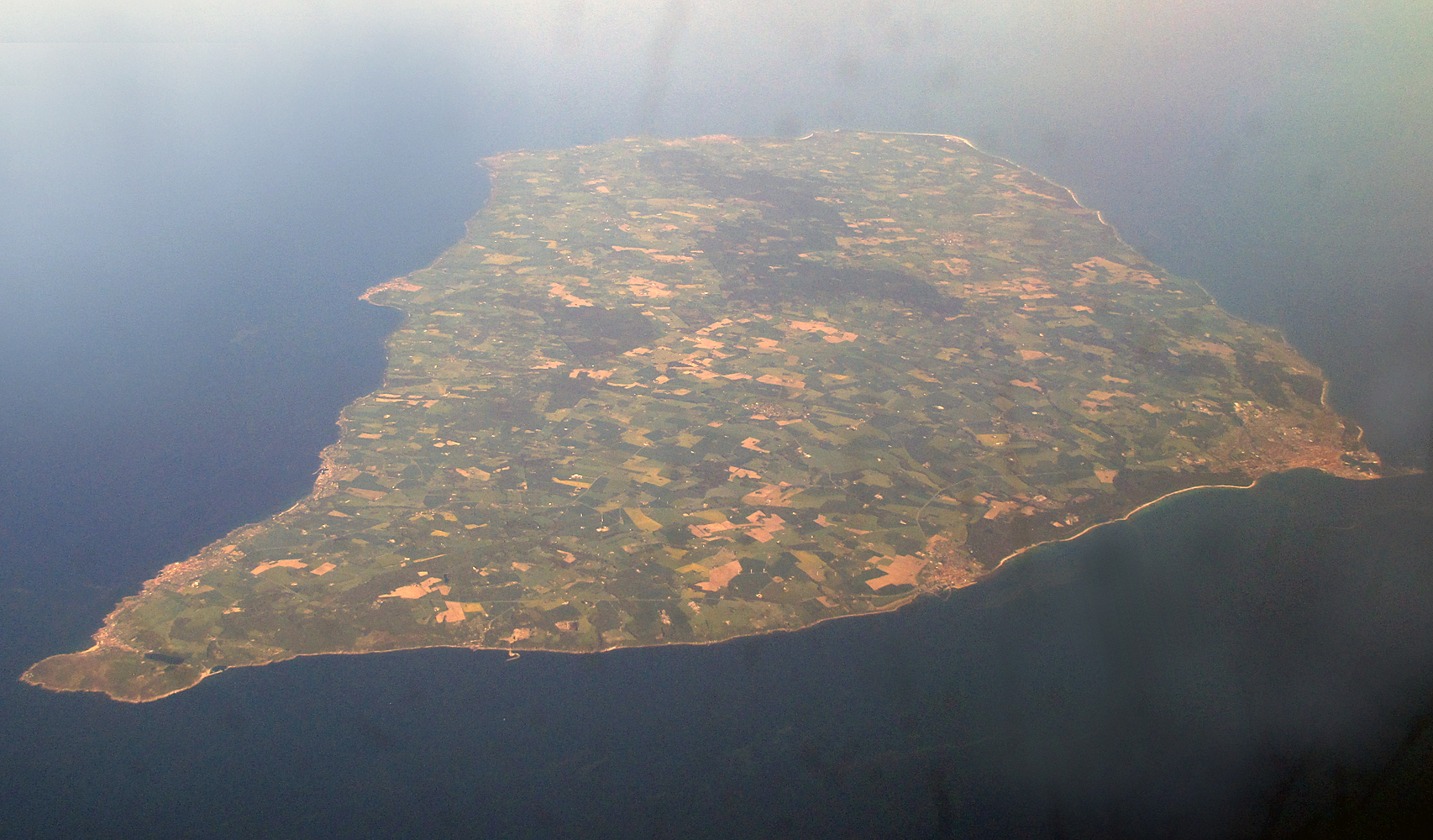
Letecký pohled na ostrov Bornholm (2014)

Na tomto ostrově byly objeveny jediné známé fosilní pozůstatky druhohorních dinosaurů na území Dánska, a to zub teropoda pojmenovaného Dromaeosauroides a dále zub dosud neznámého sauropoda.